# Cymothales dulcis
Cymothales dulcis är en insektsart som beskrevs av Gerstaecker 1894. Cymothales dulcis ingår i släktet Cymothales och familjen myrlejonsländor. Inga underarter finns listade i Catalogue of Life.